# Poisat
Poisat è un comune francese di 2 116 abitanti situato nel dipartimento dell'Isère della regione dell'Alvernia-Rodano-Alpi.
Il comune si trova a sud-est di Grenoble ed è interamente inglobato nella sua area metropolitana.

## Società

### Evoluzione demografica
Abitanti censiti